# ذخیره‌گاه زیست‌کره دماغه هورن
ذخیره‌گاه زیست‌کره دماغه هورن (به اسپانیایی: Reserva de la biosfera Cabo de Hornos) یک ذخیره‌گاه زیست‌کره در شیلی است که در منطقه ماژلان و جنوبگان شیلی واقع شده‌است.